# فيلقية توسكانية
فيلقية توسكانية (الاسم العلمي: Legionella tucsonensis) هي نوع من البكتيريا يتبع جنس الفيلقية من الفصيلة الفيالقية.